# Die Gleichheit

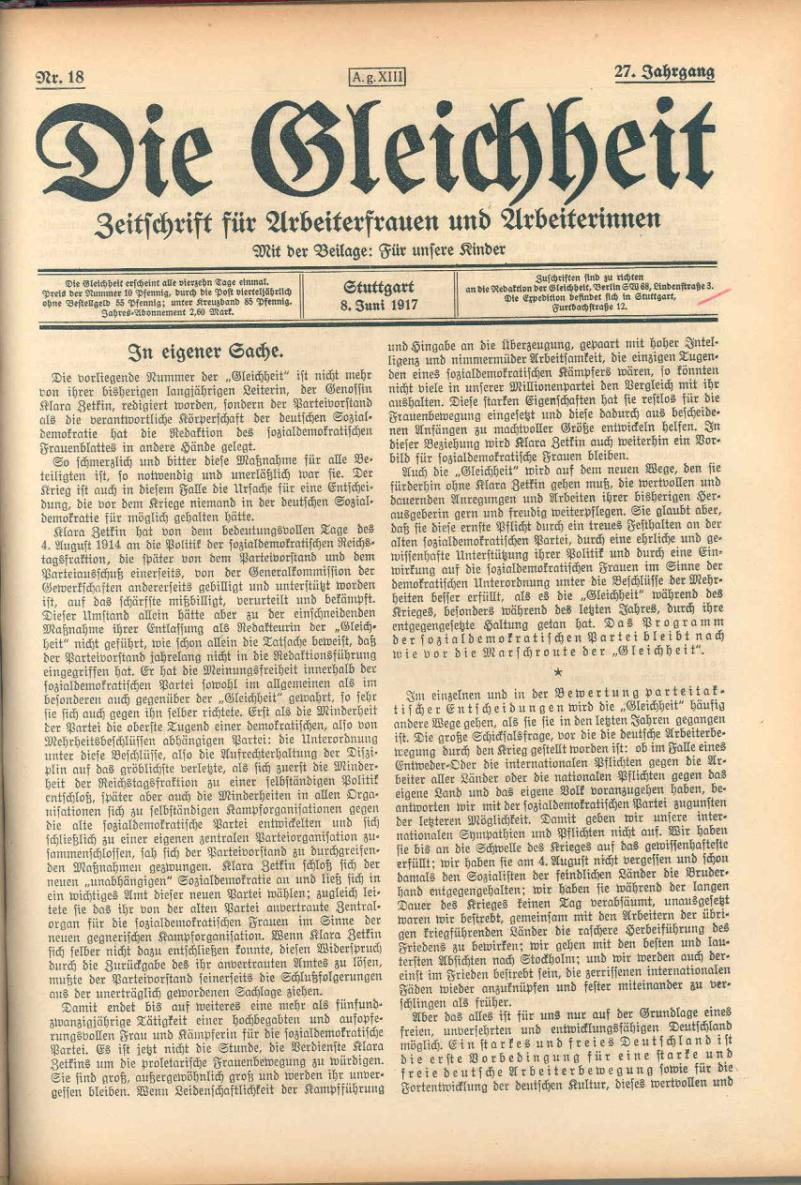
Die Gleichheit vom 8. Juni 1917

Die Gleichheit. Zeitschrift für die Interessen der Arbeiterinnen (späterer Untertitel Zeitschrift für die Frauen und Mädchen des werktätigen Volkes) war eine sozialdemokratische Frauenzeitschrift, die von 1892 bis 1923 erschien.

## Geschichte
Vorangegangen war die 1890 von Emma Ihrer gegründete Zeitschrift Die Arbeiterin. Das Blatt war wenig erfolgreich und der Verleger Johann Heinrich Wilhelm Dietz übergab die Leitung an Clara Zetkin. Trotz fehlender journalistischer Erfahrung übernahm sie die Redaktionsleitung, während Ihrer als Herausgeberin fungierte.
Die Gleichheit stieg in der Ägide von Zetkin zum führenden Blatt der sozialdemokratischen Frauenbewegung auf. Hatte zuvor die sozialdemokratische Propaganda die Alltagsnöte der Hausfrauen und Arbeiterinnen wie steigende Preise betont, konzipierte Zetkin die Zeitschrift Gleichheit als politisches Schulungsblatt. Dabei ging es ihr weniger um die Gewinnung neuer Anhängerinnen, sondern darum, den bisherigen Sozialdemokratinnen die Linie der Partei nahezubringen.
Sie führte den deutschen Frauen die ungerechten Lohn- und Arbeitsverhältnisse ihrer Zeit vor Augen. Forderung war unter anderem der 10-Stunden-Arbeitstag. Gleichzeitig grenzte sich das Blatt unter Zetkins Führung deutlich von der bürgerlichen Frauenbewegung ab.
Der theoretische Ansatz der Gleichheit erschwerte aber die Verbreitung des Blattes, weil die politischen Artikel zu lang und das Blatt als zu wenig unterhaltend galt. Um die Auflage zu erhöhen, wurde Zetkin gezwungen, Beilagen einzuführen, die sich zum Beispiel mit Erziehungsfragen befassten. Allerdings führte die weiter sinkende Auflage dazu, dass Dietz die Verantwortung in die Hand von Luise Zietz legen wollte. Zietz wurde noch in der Vorkriegszeit als Nachfolgerin von Zetkin aufgebaut, die sich gegen die Konkurrentin zur Wehr setzte. Allerdings konnte Zetkin das Blatt während des Ersten Weltkrieges noch zu einem Sprachrohr des oppositionellen Flügels in der SPD machen. Der Vorstand der Partei als Eigentümerin des Dietz-Verlages entzog Zetkin daraufhin die Leitung und übergab diese 1917 an Marie Juchacz.

## Form und Inhalt

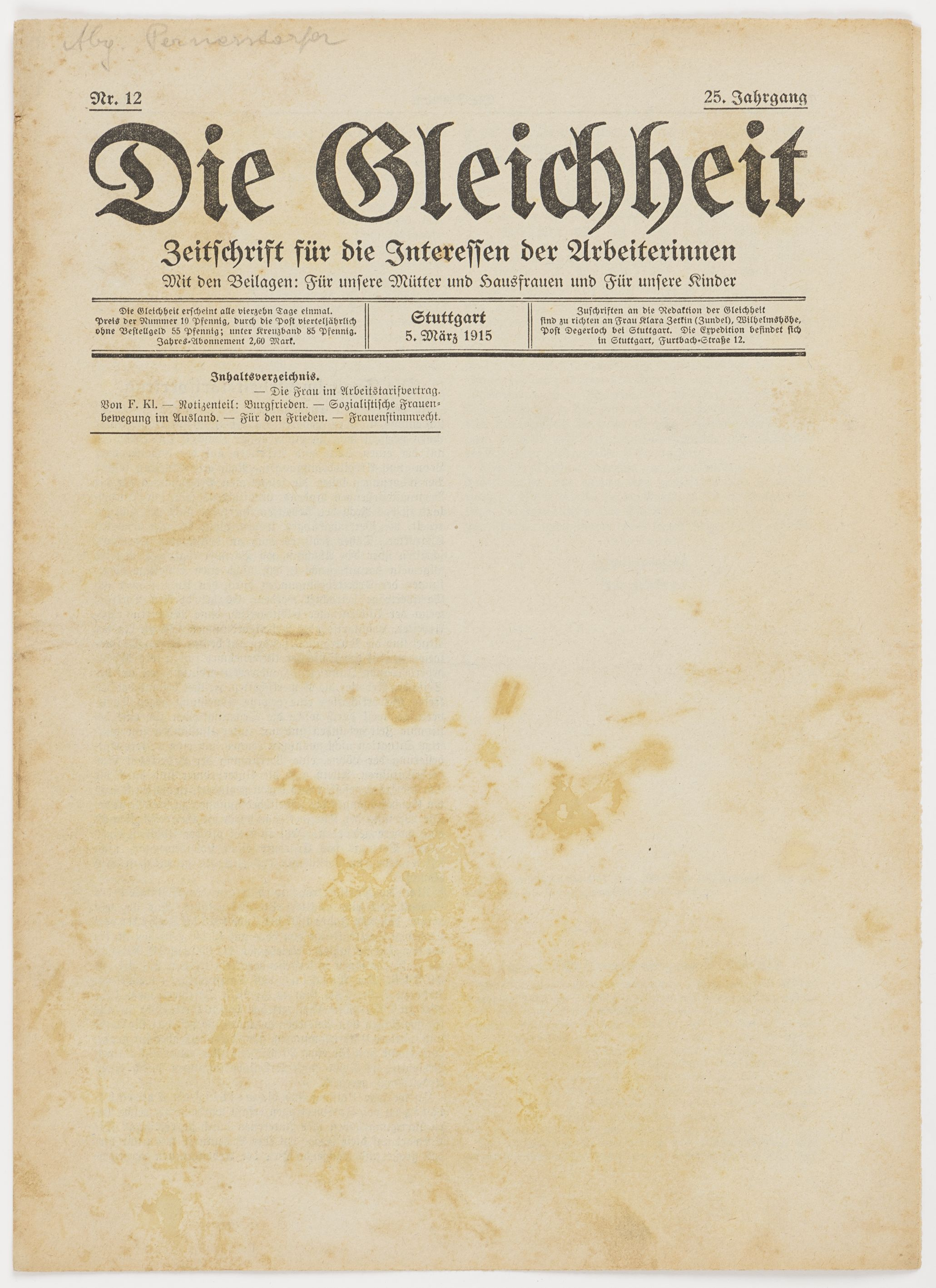
Ausgabe 5. März 1915, zensiert wegen der Berichterstattung zur Internationalen Konferenz sozialistischer Frauen gegen den Krieg in Bern

Die Zeitschrift erschien vierzehntäglich und war ungefähr zehn Seiten stark. Für das Jahr 1900 wurde eine Auflagenhöhe von 4000 Exemplaren geschätzt. Während des Ersten Weltkrieges stieg die Zahl der Abonnenten auf 125.000. Damit war Die Gleichheit ein Massenblatt. Nach dem Ausscheiden von Zetkin und der damit verbundenen Umstellung auf einen kriegsbejahenden Kurs sank die Auflage auf 19.000 Exemplare ab. Die Zeitschrift war eng bedruckt, unübersichtlich und äußerlich wenig ansprechend. Es gab so gut wie keine Illustrationen und auch auf andere graphische Gestaltungselemente wurde weitgehend verzichtet.
Inhaltlich zerfiel die Zeitschrift in zwei Teile. Der erste umfasste meist nur fünf Artikel. Der Leitartikel wurde zur Zeit von Zetkins Leitung von dieser selbst verfasst und in der Regel anonym veröffentlicht. Der zweite Teil enthielt mit der Rubrik "Kleine Nachrichten" Informationen zur Frauen- und Arbeiterinnenbewegung aus Deutschland und dem Ausland. Seit der internationalen Frauenkonferenz von 1907 war die Zeitung Organ der internationalen sozialistischen Frauenorganisationen. Hinzu kamen Geschichte, Erzählungen oder gar Märchen von anderen Autorinnen, die als Fortsetzungsgeschichten erschienen und in der Regel das Leben von Arbeiterinnen thematisierten. Seit 1897 kam ein Notizteil hinzu, an dem Lily Braun mitarbeitete. Dort wurden Informationen zum Frauenwahlrecht, zu Arbeitsbedingungen von Arbeiterinnen, aber auch Berichte zur bürgerlichen Frauenbewegung, zur Sozialgesetzgebung oder zur Fürsorge für Frauen und Kinder veröffentlicht.
Zu den Autoren gehörten unter anderem: Ottilie Baader, Luise Zietz, Gustav Hoch, Edwin Hoernle, Auguste Hennig und Margarete Wengels. Gelegentlich wurden auch Beiträge von führenden Sozialdemokraten wie Rosa Luxemburg, August Bebel, und anderen veröffentlicht. Hinzu kamen zahlreiche Beiträge aus dem Ausland. Besonders ausführlich würdigte die Redaktion die Verdienste August Bebels. 1909 füllte sie anlässlich seines Geburtstages eine ganze Nummer, und als Bebel 1913 starb, legte sie eine Null-Nummer vor, die ausschließlich ihm gewidmet war. Karl Marx und August Bebel waren die einzigen sozialistischen Schriftsteller, die Die Gleichheit zwischen 1891 und 1914 intensiv rezipierte. Damit wollte sie die Marxismusrezeption nicht ersetzen, sondern vielmehr dazu animieren, sich aufs sozialistische Denken als die Basis einer handlungsrelevanten Lehre einzulassen.